# ATC代码 (N03)
ATC代码N03（抗癫痫药）是解剖学治疗学及化学分类系统的一个药物分组，这是由世界卫生组织药物统计方法整合中心所制定的药品及其它医用产品的官方分类系统。分组N03是N神经系统的一部分。
兽用代码（ATCvet码）可以在人用ATC代码前加Q字母：QN03等。
国家ATC分类可能包括列表中没有的其它分类，列表为世界卫生组织（WHO）版本。

## N03A抗癫痫药

### N03AA巴比妥及其衍生物（Barbiturates and derivatives）
N03AA01 甲苯比妥（Methylphenobarbital）
N03AA02 苯巴比妥（Phenobarbital）
N03AA03 扑米酮（Primidone）
N03AA04 巴比沙隆（Barbexaclone）
N03AA30 美沙比妥（Metharbital）

### N03AB海因衍生物类（Hydantoin derivatives）
N03AB01 乙苯妥英（Ethotoin）
N03AB02 苯妥英（Phenytoin）
N03AB03 氨基(二苯海因)戊酸（Amino(diphenylhydantoin) valeric acid）
N03AB04 美芬妥英（Mephenytoin）
N03AB05 磷苯妥英（Fosphenytoin）
N03AB52 苯妥英，复方（Phenytoin, combinations）
N03AB54 美芬妥英，复方（Mephenytoin, combinations）

### N03AC噁唑烷衍生物类（Oxazolidine derivatives）
N03AC01 甲乙双酮（Paramethadione）
N03AC02 三甲双酮（Trimethadione）
N03AC03 依沙双酮（Ethadione）

### N03AD琥珀酰胺衍生物类（Succinimide derivatives）
N03AD01 乙琥胺（Ethosuximide）
N03AD02 苯琥胺（Phensuximide）
N03AD03 甲琥胺（Mesuximide）
N03AD51 乙琥胺，复方（Ethosuximide, combinations）

### N03AE苯并二氮杂卓衍生物类（Benzodiazepine derivatives）
N03AE01 氯硝西泮（Clonazepam）

### N03AF氨甲酰胺衍生物类（Carboxamide derivatives）
N03AF01 卡马西平（Carbamazepine）
N03AF02 奥卡西平（Oxcarbazepine）
N03AF03 卢非酰胺（Rufinamide）
N03AF04 艾司利卡西平（Eslicarbazepine）

### N03AG脂肪酸衍生物类（Fatty acid derivatives）
N03AG01 丙戊酸（Valproic acid）
N03AG02 丙戊酰胺（Valpromide）
N03AG03 氨基丁酸（Aminobutyric acid）
N03AG04 氨己烯酸（Vigabatrin）
N03AG05 卤加比（Progabide）
N03AG06 噻加宾（Tiagabine）

### N03AX 其它抗癫痫药（Other antiepileptics）
N03AX03 舒噻美（Sultiame）
N03AX07 苯乙酰脲（Phenacemide）
N03AX09 拉莫三嗪（Lamotrigine）
N03AX10 非尔氨酯（Felbamate）
N03AX11 托吡酯（Topiramate）
N03AX12 加巴喷丁（Gabapentin）
N03AX13 苯丁酰脲（Pheneturide）
N03AX14 左乙拉西坦（Levetiracetam）
N03AX15 唑尼沙胺（Zonisamide）
N03AX16 普瑞巴林（Pregabalin）
N03AX17 司替戊醇（Stiripentol）
N03AX18 拉科酰胺（Lacosamide）
N03AX19 卡立氨酯（Carisbamate）
N03AX21 瑞替加滨（Retigabine）
N03AX22 吡仑帕奈（Perampanel）
N03AX30 贝克拉胺（Beclamide）
QN03AX90 伊匹妥英（Imepitoin）